# د ایسلندر (گروه موسیقی)
د ایسلندر (به انگلیسی: The Islanders) گروه موسیقی قبرسی است.
آن ها در مسابقه آواز یوروویژن ۲۰۱۰ به همراه جون لیلیگرین نماینده قبرسی بودند.